# Septobasidium pedicellatum
Septobasidium pedicellatum är en svampart som först beskrevs av Ludwig David von Schweinitz, och fick sitt nu gällande namn av Narcisse Theophile Patouillard 1892. Septobasidium pedicellatum ingår i släktet Septobasidium och familjen Septobasidiaceae.   Inga underarter finns listade i Catalogue of Life.